# دونالد إل. كاتس
دونالد إل. كاتس (بالإنجليزية: Donald L. Katz)‏ هو مهندس وكيميائي أمريكي، ولد في 1907، وتوفي في 1989.